# Olaszország egyetemei
Olaszországban 77 állami, 14 magán és 2 egyéb (külföldi érdekeltségű) egyetem működik. A Vatikánban és San Marinóban is van egyetem.

## A tíz legnagyobb olasz egyetem
| Sorszám | Egyetem                                                                                   | Hallgatók száma | Alapítása |
| ------- | ----------------------------------------------------------------------------------------- | --------------- | --------- |
| 1       | Università degli Studi di Roma "La Sapienza"                                              | kb. 112 000     | 1303      |
| 2       | Università di Bologna – Alma mater studiorum, a korábbi Università degli studi di Bologna | kb. 79 000      | 1088      |
| 3       | Università degli Studi di Napoli – Federico II                                            | kb. 78 300      | 1224      |
| 4       | Università degli Studi di Milano – La Statale                                             | kb. 61 600      | 1923      |
| 5       | Università degli Studi di Padova                                                          | kb. 57 600      | 1222      |
| 6       | Università degli Studi di Firenze                                                         | kb. 50 300      | 1321      |
| 7       | Università di Pisa                                                                        | kb. 47 800      | 1343      |
| 8       | Università degli studi di Bari – Aldo Moro                                                | kb. 46 000      | 1925      |
| 9       | Università degli studi di Catania                                                         | kb. 44 300      | 1434      |
| 10      | Università degli Studi di Palermo                                                         | kb. 40 000      | 1806      |

## Állami egyetemek
- Amedeo Avogadro Kelet-Piemont Egyetem Archiválva 2008. május 11-i dátummal a Wayback Machine-ben (Università degli Studi del Piemonte Orientale "Amedeo Avogadro")
- Bari Egyetem (Università degli Studi di Bari)
- Bergamói Egyetem (Università degli Studi di Bergamo)
- Bolognai Egyetem (Università di Bologna – Alma mater studiorum, a korábbi Università degli Studi di Bologna)
- Bresciai Egyetem (Università degli Studi di Brescia)
- Cagliari Egyetem (Università degli Studi di Cagliari)
- Camerinói Egyetem (Università degli Studi di Camerino)
- Cassinói Egyetem (Università degli Studi di Cassino)
- Cataniai Egyetem (Università degli Studi di Catania)
- Gabriele D’Annunzio Egyetem (Università Gabriele D’Annunzio)
- Ferrarai Egyetem (Università degli Studi di Ferrara)
- Firenzei Egyetem (Università degli Studi di Firenze)
- Foggiai Egyetem (Università degli Studi di Foggia)
- Genovai Egyetem (Università degli Studi di Genova)
- Insubriai Egyetem (Università degli Studi dell'Insubria)
- Kalabriai Egyetem (Università della Calabria)
- L'Aquilai Egyetem (Università degli Studi dell'Aquila)
- Leccei Egyetem (Università degli Studi di Lecce)
- Maceratai Egyetem (Università degli Studi di Macerata)
- Marchei Egyetem (Università politecnica delle Marche)
- Milánói Egyetem (Università degli Studi di Milano)
- Milánó-Bicocca Egyetem (Università degli Studi di Milano-Bicocca)
- Messinai Egyetem (Università degli Studi di Messina)
- Modenai és Reggio Emiliai Egyetem (Università degli Studi di Modena e Reggio Emilia)
- Molisei Egyetem (Università degli Studi del Molise)
- Nápolyi II. Frigyes Egyetem (Università degli Studi di Napoli Federico II)
- Parthenope-Egyetem (Università degli Studi di Napoli "Parthenope")
- Nápolyi II. Egyetem (Seconda Università degli Studi di Napoli)
- L’Orientale Egyetem, Nápoly (Università degli Studi di Napoli "L'Orientale")
- Padovai Egyetem (Università degli Studi di Padova)
- Palermói Egyetem (Università degli Studi di Palermo)
- Parmai Egyetem Archiválva 2006. június 9-i dátummal a Wayback Machine-ben (Università degli Studi di Parma)
- Paviai Egyetem (Università di Pavia)
- Perugiai Egyetem (Università degli Studi di Perugia)
- Pisai Egyetem (Università di Pisa)
- Reggio Calabriai Mediterranea Egyetem (Università degli Studi "Mediterranea" di Reggio Calabria)
- La Sapienza Egyetem (Università degli Studi di Roma "La Sapienza")
- Tor Vergata Egyetem (Università degli Studi di Roma "Tor Vergata")
- Róma III. Egyetem (Università degli Studi Roma Tre)
- Salernói Egyetem (Università del Salento)
- Sanniói Egyetem (Università degli Studi del Sannio)
- Sassari Egyetem (Università degli Studi di Sassari)
- Sienai Egyetem (Università degli Studi di Siena)
- Teramói Egyetem (Università degli Studi di Teramo)
- Torinói Egyetem (Università degli Studi di Torino)
- Trentói Egyetem (Università degli Studi di Trento)
- Trieszti Egyetem (Università degli Studi di Trieste)
- Tusciai Egyetem (Università degli studi della Tuscia)
- Udinei Egyetem (Università degli Studi di Udine)
- Urbinói Egyetem(Università degli Studi di Urbino)
- Valle d'Aostai Egyetem  (Università della Valle d'Aosta - Université de la Vallée d'Aoste)
- Velencei Ca' Foscari Egyetem (Università degli Studi "Ca' Foscari" di Venezia)
- Veronai Egyetem (Università degli Studi di Verona)

## Műszaki egyetemek
- Bari Műszaki Egyetem (Politecnico di Bari)
- Milánói Műszaki Egyetem Archiválva 2021. május 1-i dátummal a Wayback Machine-ben (Politecnico di Milano)
- Torinói Műszaki Egyetem (Politecnico di Torino)

## Magánegyetemek
- Bolzanói Szabad Egyetem (Libera Università di Bolzano)
- Szent Szív Katolikus Egyetem (Università cattolica del Sacro Cuore Archiválva 2015. április 3-i dátummal a Wayback Machine-ben)
- Luigi Bocconi Tudományegyetem (Università commerciale Luigi Bocconi)
- Nicolaus Cusanus Egyetem (Università degli studi Niccolò Cusano)

## Külföldi egyetemek
- Perugiai Külföldiek Egyeteme (Università per stranieri di Perugia)
- Sienai Külföldi Egyetem
- Dante Alighieri Reggio Calabria-i Külföldiek Egyeteme (Università per stranieri "Dante Alighieri" di Reggio Calabria)